# Berberis harrisoniana
Berberis harrisoniana är en berberisväxtart som beskrevs av Thomas Henry Kearney och Peebles. Berberis harrisoniana ingår i släktet berberisar, och familjen berberisväxter. Inga underarter finns listade i Catalogue of Life.